# You (canción de Ayumi Hamasaki)
«YOU» es el segundo sencillo lanzado por la cantante japonesa Ayumi Hamasaki en junio del año 1998, 2 meses después del lanzamiento de su primer sencillo.

## Información
Este segundo sencillo fue una balada, al contrario del primero, que fue más una canción J-Pop. Las letras también fueron escritas por la misma Ayumi. Aquí hay un extracto de las letras:
1. Muchas cosas
han pasado por nuestro camino
pero siempre estaré orgullosa de ti
estando aquí ahora.
Una persona no es sólo un ser viviente
con memorias y sentimientos
Es algo que no puede ser expresado con palabras

En el primer álbum de estudio de Ayumi "A Song for XX", la misma joven escribió una pequeña leyenda acerca de esta canción, y dice así "El cristal es transparente y hermoso... y va a quebrarse".

## Canciones
- CD3" (1998)

1. YOU
2. YOU (Acoustic Version)
3. YOU (Instrumental)

- CD5" (2001)

1. YOU
2. YOU (Acoustic Version)
3. Wishing (taku's CHEMISTRY MIX)
4. YOU (MASTERS OF FUNK R&B REMIX)
5. YOU (ORIENTA-RHYTHM CLUB MIX)
6. YOU (Dub's Uplifting Mix)
7. YOU (Instrumental)

- Datos: Q2296935